# معادله همیلتون–ژاکوبی
در فیزیک و مکانیک معادلات همیلتون-ژاکوبی فرمول‌بندی باز هم جدیدتری (پس از قوانین حرکت نیوتن، مکانیک لاگرانژی، و مکانیک همیلتونی) از مکانیک کلاسیک است.

## فرمول‌بندی
معادله همیلتون-ژاکوبی یک معادلهٔ دیفرانسیل غیر خطی درجهٔ اول با مشتقات جزئی است.
{\displaystyle H\left(q_{1},\dots ,q_{N};{\frac {\partial S}{\partial q_{1}}},\dots ,{\frac {\partial S}{\partial q_{N}}};t\right)+{\frac {\partial S}{\partial t}}=0.}